# Rent seeking
In economia, il termine inglese rent seeking (traducibile in italiano come "ricerca di rendita") è utilizzato per indicare il fenomeno che si verifica quando un individuo, un'organizzazione o un'impresa cerca di ottenere un guadagno mediante l'acquisizione di una rendita economica attraverso la manipolazione o lo sfruttamento dell'ambiente economico, piuttosto che mediante la conclusione di transazioni economiche e la produzione di valore aggiunto.
La maggior parte degli studi sul rent seeking si focalizzano sugli sforzi finalizzati all'ottenimento di privilegi monopolistici speciali, come la regolamentazione governativa della libera concorrenza, sebbene lo stesso termine sia derivato dalla molto più vecchia e radicata pratica di appropriarsi di una parte della produzione mediante l'ottenimento della proprietà o del controllo della terra.

## Descrizione del concetto
Il rent seeking implica generalmente l'estrazione di valore non controbilanciato da altro, senza che ci sia alcun contributo alla produttività, ad esempio ottenendo controllo della terra e di altre risorse naturali preesistenti, oppure mediante l'imposizione di gravose regolamentazioni o di altre decisioni governative che possono influenzare i consumatori o gli affari.
Mentre ci possono essere poche persone nei moderni paesi industrializzati che non guadagnano niente, direttamente o indirettamente, attraverso alcuna forma di rent seeking, il fenomeno a livello aggregato può causare importanti perdite alla società.
Gli studi sul rent seeking si focalizzano sugli sforzi profusi al fine di ottenere privilegi monopolistici speciali come nel caso della regolamentazione della libera concorrenza. Il termine inglese "monopoly privilege rent seeking" (in italiano: "ricerca di rendita da privilegi monopolistici") è un'etichetta spesso utilizzata per questo tipo di rent seeking. Tra gli esempi frequentemente citati un gruppo di pressione agricolo alla ricerca di misure protezionistiche o una lobby del settore dello spettacolo che vuole l'ampliamento della portata del diritto d'autore. L'altro tipo di rent seeking è associato con gli sforzi profusi per causare una redistribuzione della ricchezza mediante, ad esempio, traslazioni dell'imposizione fiscale o dell'allocazione dei consumi pubblici.

## Sviluppo della teoria
Il fenomeno del rent seeking è stato formalmente identificato la prima volta in connessione con i monopoli da Gordon Tullock, in un'opera del 1967. L'espressione rent seeking, tuttavia, è stata coniata nel 1974 da Anne Krueger in un'altra importante opera. La parola "rendita" ("rent") in tale ambito assume il significato assegnatole da Adam Smith nella sua divisione dei redditi in profitti, salari e rendite. Il comportamento del rent seeking è distinto in ambito accademico da quello del profit seeking (traducibile in italiano come "ricerca del profitto"), in cui i soggetti cercano di trarre valore ponendo in essere transazioni di mutuo beneficio. Le critiche al riguardo evidenziano che, nella pratica, può risultare difficoltoso distinguere tra il benefico profit seeking e il nocivo rent seeking. Un'ulteriore distinzione viene spesso tracciata tra le rendite ottenute legalmente attraverso il potere politico e il ricavato di reati quali truffe, appropriazioni indebite e furti. Tale punto di vista considera ottenuto consensualmente il "profitto" generato attraverso una transazione di mutua convenienza tra due soggetti (compratore e venditore), e ottenuto non consensualmente il ricavato di reati, derivante dall'uso della forza o dalla truffa inflitta da una parte all'altra.
La rendita, in contrasto con queste due, è ottenuta quando una terza parte impedisce a una parte di una transazione di accedere a opportunità transazionali altrimenti accessibili, rendendo transazioni formalmente "consensuali" un'opportunità di acquisizione di una rendita per la parte terza.
Gli anormali profitti del traffico di droga sono considerati rendite in base a tale definizione, trattandosi non di profitti legali, bensì del ricavato di un reato. Le licenze dei taxi sono un altro esempio comunemente citato di rent seeking. La concessione delle licenze limita l'offerta complessiva del servizio tassistico (piuttosto che assicurarne competenza o qualità), impedendo la concorrenza da parte dei taxi sprovvisti di licenza; ciò rende l'impossibilità di dar luogo a una transazione altrimenti consensuale, un trasferimento forzato di ricchezza dal passeggero al possessore di licenza.
Alcuni economisti sostengono che i governi dovrebbero riformare i propri sistemi fiscali, in modo da puntare primariamente al recupero delle rendite con cui alcuni interessi privati risultano autorizzati a sottrarre ricchezza da altri (comprese quelle derivanti dalla terra e dai permessi ambientali) piuttosto che imporre oneri finanziari a coloro che sono impegnati in attività economiche e transazioni concensuali produttive.
Il rent seeking si verifica spesso nella forma di lobbismo finalizzato ad ottenere l'applicazione di particolari regolamentazioni economiche, come i dazi doganali. Quello del regulatory capture è un concetto correlato che si riferisce alla collusione tra le imprese e le agenzie governative cui è assegnato il compito di regolarle, e che dà luogo a comportamenti di rent seeking di ampia portata, in particolare quando l'agenzia governativa deve fare affidamento sulle imprese per la conoscenza del mercato.
Il concetto di rent seeking è stato applicato alla corruzione politica dei burocrati che sollecitano ed ottengono ‘tangenti’ o ‘rendite’ per applicare discrezionalmente la propria autorità legale nell'accordare benefici, legittimi o illegittimi. Ad esempio, molti funzionari fiscali prendono tangenti per diminuire il carico fiscale dei contribuenti. Faizul Latif Chowdhury ha suggerito che la ‘corruzione’ sia un tipo di rent seeking da parte dei funzionari governativi.

## Possibili conseguenze
Da un punto di vista teorico, l'azzardo morale del rent seeking può essere considerevole. Se "comprare" un ambiente regolamentare favorevole è meno costoso che rendere più efficiente la produzione, un'impresa sceglierà la prima opzione, raccogliendo redditi senza alcun rapporto e senza alcun contributo alla ricchezza o al benessere totale. Ciò risulta in un'allocazione subottimale delle risorse — i soldi vengono spesi per lobbisti e contro-lobbisti piuttosto che nella ricerca e sviluppo, nel miglioramento delle pratiche commerciali, nella formazione professionale o in nuovi beni capitali — che rallenta la crescita economica. La denuncia che un'impresa stia "ricercando una rendita" è perciò spesso associata all'accusa di corruzione pubblica, o all'indebita influenza di interessi speciali.
Il rent seeking può essere promosso da rappresentanti governativi, come nel caso di funzionari che richiedono tangenti o altri benefici dai soggetti che accondiscendono per guadagnare dall'ottenimento di particolari privilegi economici, aprendo la porta alla possibilità di sfruttamento del consumatore. È stato dimostrato che il rent seeking della burocrazia può far salire il costo della produzione dei beni pubblici. È stato anche dimostrato che il rent seeking generato dai funzionari del fisco può causare perdite per le finanze pubbliche.
Il comportamento di rent seeking, in termini di rendita terriera, compare nella teoria economica georgista, dove il valore della terra è ampiamente ascritto alla disponibilità di servizi pubblici e infrastrutture (per esempio la costruzione di strade, la fornitura di scuole pubbliche, il mantenimento della pace e dell'ordine, ecc.) e alla comunità in generale, piuttosto che essere il risultato di azioni o contributi da parte del proprietario terriero.